# Hawk-Eye

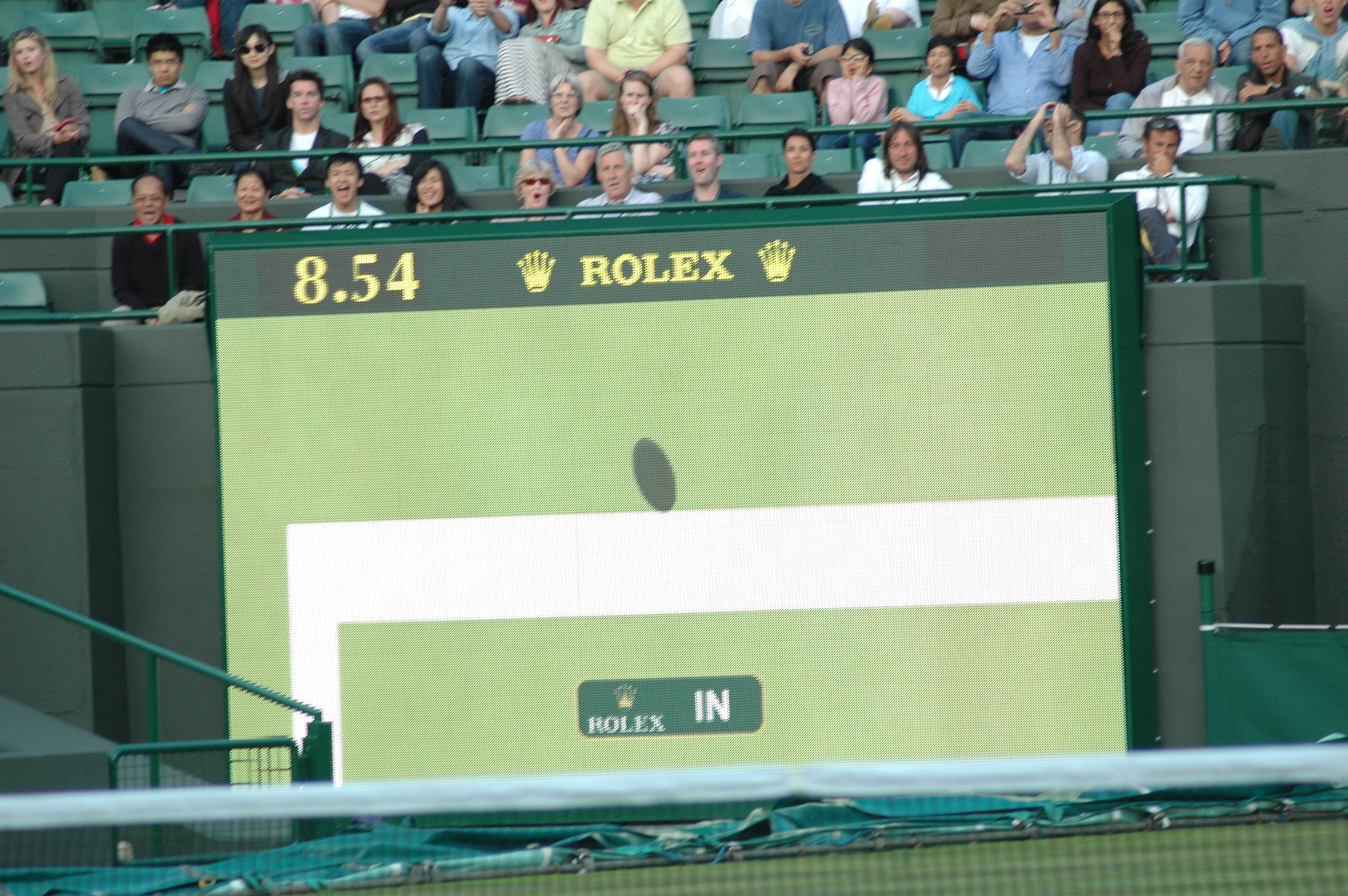
Utilizzo dell'Hawk-Eye nel tennis, sui campi di Wimbledon.

L'Hawk-Eye («occhio di falco» in inglese) è un sistema di moviola utilizzato comunemente nel tennis, cricket ed altri sport. Consiste nella riproduzione della traiettoria della palla e del percorso che ha statisticamente seguito. È stato sviluppato dagli ingegneri del Roke Manor Research Limited di Romsey, in Inghilterra, nel 2001 e successivamente è stata creata l'apposita compagnia, Hawk-Eye Innovations Ltd., grazie alla fusione con la compagnia televisiva Sunset + Vine, comprata nel 2001 da Sony.

## Metodo
Tutto il sistema dell'Hawk-Eye è basato sul principio della triangolazione usando le immagini registrate da almeno quattro telecamere posizionate in diversi angoli del campo da gioco. Il sistema controlla i video e, basandosi su modelli predefiniti del campo e sulle regole dello sport, decreta se la palla era valida o meno.
In ogni frame inviato dalla telecamera il sistema individua i pixel che corrispondono alla palla e, confrontandoli con le immagini fornite da almeno due telecamere posizionate a diversi angoli, calcola la posizione effettiva della palla. Con una sequenza di frame viene ricostruito il percorso seguito dalla palla e previsto il futuro andamento compreso l'impatto con il campo da gioco.

### Cricket
La tecnologia è stata utilizzata per la prima volta dal canale Channel 4 durante un test match tra la Nazionale di cricket dell'Inghilterra e quella Pakistana al Lord's Cricket Ground nel maggio 2001. Venne utilizzato successivamente da vari canali televisivi per replicare la traiettoria della palla in volo. Dalla stagione 2008/2009 la ICC sperimentò un sistema di moviola Hawk-Eye utilizzato dal terzo arbitro in caso di dubbi su una decisione.

### Tennis
Durante i quarti di finale degli US Open 2004 tra Serena Williams e Jennifer Capriati ci furono una serie di chiamate importanti contestate dalla Williams e i successivi replay televisivi hanno dimostrato che erano errori dei giudici. Alla giudice di sedia, Mariana Alves, è stato impedito di arbitrare altri match durante il torneo newyorkese e i suoi errori spinsero a valutare l'introduzione della tecnologia finora utilizzata solo per le moviole televisive.
Nel finire della stagione 2005 l'ITF ha testato il sistema dell'Hawk-Eye a New York e dopo il controllo di ottanta tipi di tiro misurati dall'ITF high speed camera, è stato approvato l'utilizzo a livello professionistico.

Confronto tra una palla e la sua superficie d'impatto.

Gli US Open Tennis Championship hanno annunciato che per il torneo del 2006 ogni giocatore avrà diritto a due controlli (o challenge) per set. Già a gennaio, durante l'Hopman Cup, era stato introdotto l'Hawk-Eye: è stato il primo torneo di alto livello ad usare il nuovo sistema e la tennista Michaëlla Krajicek è stata la prima a richiedere di controllare la chiamata del giudice.
Nel 2007 anche Wimbledon ha introdotto l'Hawk-Eye sul Centre Court e il Campo 1, concedendo ad ogni tennista tre controlli errati per set. In caso di tie-break viene assegnato un challenge extra, inoltre nell'ultimo set dove, all’epoca, non era previsto ancora il tie-break fu deciso di assegnare altri tre controlli ogni 12 game (quindi i primi tre sul punteggio di 6-6 e altri eventuali sul 12-12). La prima chiamata è stata fatta da Tejmuraz Gabašvili nel primo turno contro Roger Federer. Durante la finale tra lo stesso Federer e Rafael Nadal è stato richiesto l'Hawk-Eye dal tennista spagnolo su una palla chiamata fuori, e il risultato mostrato sullo schermo è stato di una palla dentro di pochi millimetri; il tennista svizzero, a seguito di alcuni challenge in favore dell'avversario, ha richiesto inutilmente di spegnere l'Hawk-Eye.
Durante il quarto turno degli Australian Open 2009 tra Roger Federer e Tomáš Berdych, Berdych ha richiesto un challenge su una palla chiamata fuori; a causa di un'ombra sul campo è stato tuttavia impossibile riprodurre la traiettoria, ed è stata quindi tenuta valida la chiamata del giudice di linea. Il sito dell'Hawk-Eye Innovations indica che il sistema ha una media di errore di 3.6 millimetri.
Fino al marzo 2008 l'ITF, ATP, WTA e i tornei del Grande Slam avevano introdotto delle regole diverse sull'utilizzo dell'Hawk-Eye, quali il numero di challenge permessi per set.
Il 19 marzo 2008 le varie federazioni hanno uniformato il sistema con le regole attuali: tre challenge errati per set con uno extra in caso di tie-break. Il primo torneo ad aver adottato le nuove regole è stato il Sony Ericsson Open 2008.
Il torneo ATP Winston-Salem Open e successivamente il torneo del Grande Slam, US Open 2020, sono stati i primi a utilizzare l'Hawk-Eye "live" senza la presenza dei giudici di linea, con il sistema che analizzava istantaneamente il gioco ed era collegato all'altoparlante che chiamava subito 'out' la palla uscita dal campo. Inoltre venne semi-automatizzata anche la chiamata del fallo di piede con giudice che in tempo reale preme il bottone della chiamata audio nel caso in cui riscontri tale fallo sulla base di tre telecamere aggiunte per lato del campo. Questo sistema fu usato però solo nei campi secondari del torneo del Grande Slam, mentre nei due campi principali si continuò ad avere i giudici di linea. All'Australian Open 2021 questa soluzione è stata utilizzata per la prima volta in tutti i campi. In questa occasione, il tennista francese Gilles Simon criticò l'accuratezza dell'Hawk-Eye.

### Calcio
Dal 2012 il sistema Hawk-Eye è stato accettato anche dalle federazioni calcistiche IFAB e FIFA. Anche in Italia, dopo un iniziale scetticismo, a partire dalla stagione 2015-2016 è stata introdotta e adottata questa particolare forma di tecnologia, per segnalare se il pallone ha oltrepassato o meno la linea di porta, e dunque convalidare le reti. Il 18 giugno 2020 il  sistema commette il suo primo errore ufficiale, durante la partita di Premier League Aston Villa-Sheffield United non segnalando come valido il gol segnato da Oliver Norwood dello Sheffield poiché la visione delle telecamere era oscurata dai calciatori in campo; la partita è poi terminata 0-0, l'errore è quindi stato decisivo per il risultato finale.